# Crizam César de Oliveira Filho
Crizam César d'Oliveira Filho, més conegut com a Zinho, (Nova Iguaçu, Brasil, 17 de juny de 1967) és un exfutbolista brasiler. Va disputar 55 partits amb la selecció del Brasil.